# Зельоно
«Зельоно. Приворотні пісні» — шостий студійний альбом гурту Вертеп, презентований до 10-річчя гурту в березні 2011 року. Усі пісні в альбомі (окрім 3, 6 і 7) народні. На презентації альбому грали гурти «Ступени» і «Громадянин Топінамбур».

## Трекліст
1. Веснянка (разом з ДахаБраха)
2. Служила Настя
3. Проводи (Повстанець)
4. Катран
5. Тернопіль (Якби не мороз)
6. Настя
7. Батько отаман (Ось куля просвистіла)
8. Зельоно
9. Йтим через поле (колядка)

## Етимологія назви
«Зельоно» (або «зелене», «зелень», «зілля»): колір Весни і назва всього, що вдягнено в листя; рослини, ліки і трави; зелений тиждень – русалчин тиждень після Трійці, коли мавки захоплено розкривають обійми чоловікам, які «маються»; «тютюном-зеленчуком» називали у 18му ст. коноплі; в 16-му ст. «зєллям» називали вогнепальний порох; «зелейщиком» називали порохового майстра; «зелейний майстер» - знахарював людей лікарськими травами. Ну, і врешті - «зєло», і досі вживають в кількох слов`янський мовах, називаючи так щось сильне, багате, велике...

## Музиканти
- Олена Завгородня - спів,
- Микола Константинов - спів, ударні, перкусія,
- Андрій Попов - гітари,
- Артем Кущ - клавішні,
- Олексій Сосницький - бас-гітара,
- Олексій Бондаренко - акустична гітара, губна гармошка,
- Тимофій Хомяк - перкусія, продюсування,
- Роман Яцун - скрипка,
- Андрій Карачун - гітари, запис та зведення,
- Віктор Чорнокнижний - баян.[5]